# Paolo Stoppa
Paolo Stoppa (n. 6 iunie 1906 – d. 1 mai 1988) a fost un actor italian de film.

## Filmografie selectivă
- 1952 Roma, orele 11 (Roma ore 11), regia Giuseppe De Santis
- 1953 Dragostea unei femei (L'Amour d'une femme), regia Jean Grémillon
- 1954 Casa Ricordi, regia Carmine Gallone - Giovanni Ricordi
- 1954 Blana de vizon (Una pelliccia di visone), regia Glauco Pellegrini
- 1957 Bunica Sabella (La nonna Sabella), regia Dino Risi
- 1960 Cartagina în flăcări (Cartagine in fiamme), regia Carmine Gallone
- 1960 Era noapte la Roma (Era notte a Roma), regia Roberto Rossellini
- 1960 Rocco și frații săi (Rocco e i suoi fratelli), regia Luchino Visconti - Cecchi
- 1963 Ghepardul (Il Gattopardo), regia Luchino Visconti- Don Calogero Sedara
- 1964 Becket, regia Peter Glenville
- 1964 Vizita (The Visit), regia Bernhard Wicki
- 1968 A fost odată în vest (C'era una volta il West / Once upon a time in the West)), regia Sergio Leone - Sam